# Brug 1056

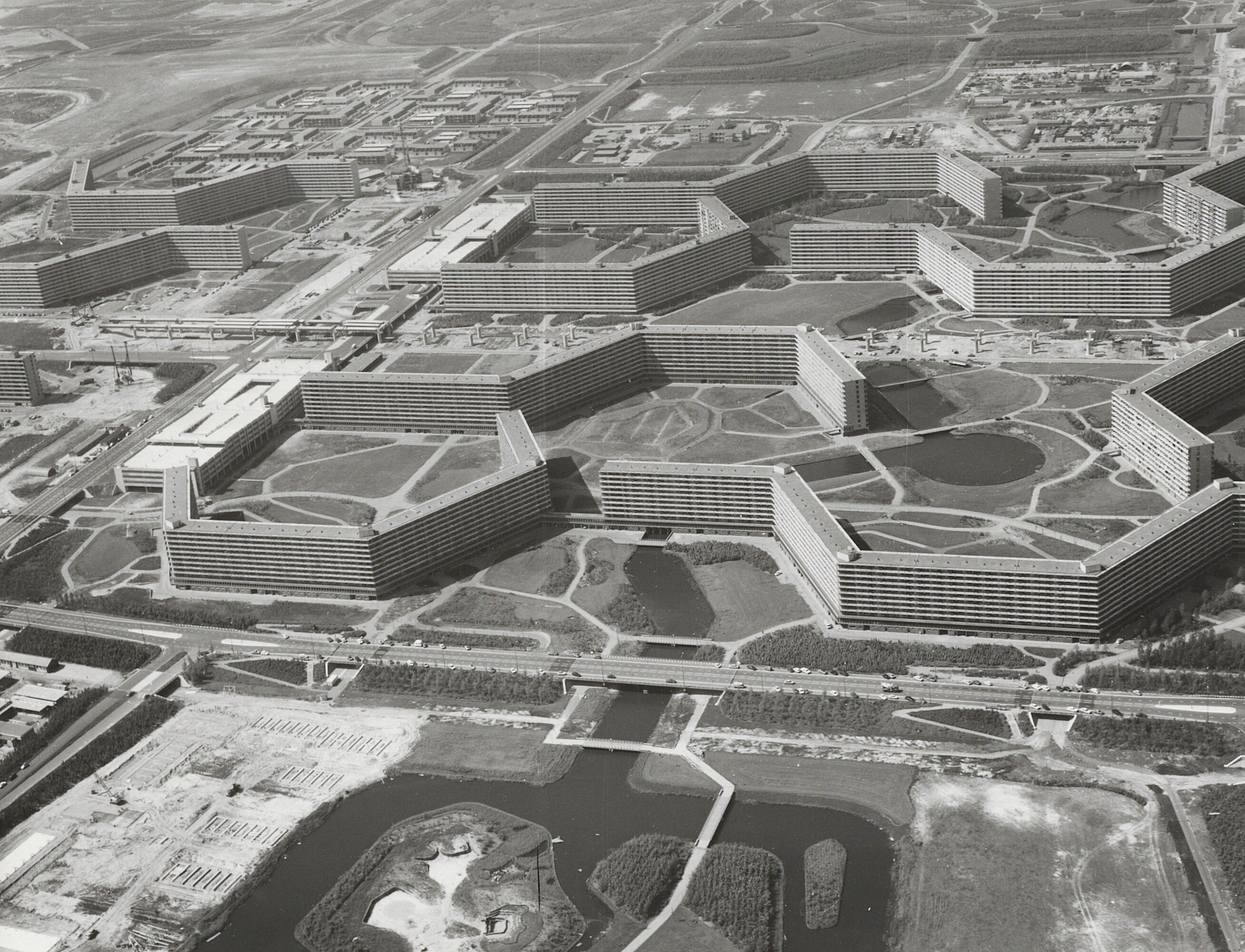
Links schuin naar boven de Karspeldreef; licht asfalt bij eerste parkeergarage is brug 1056 (1973)

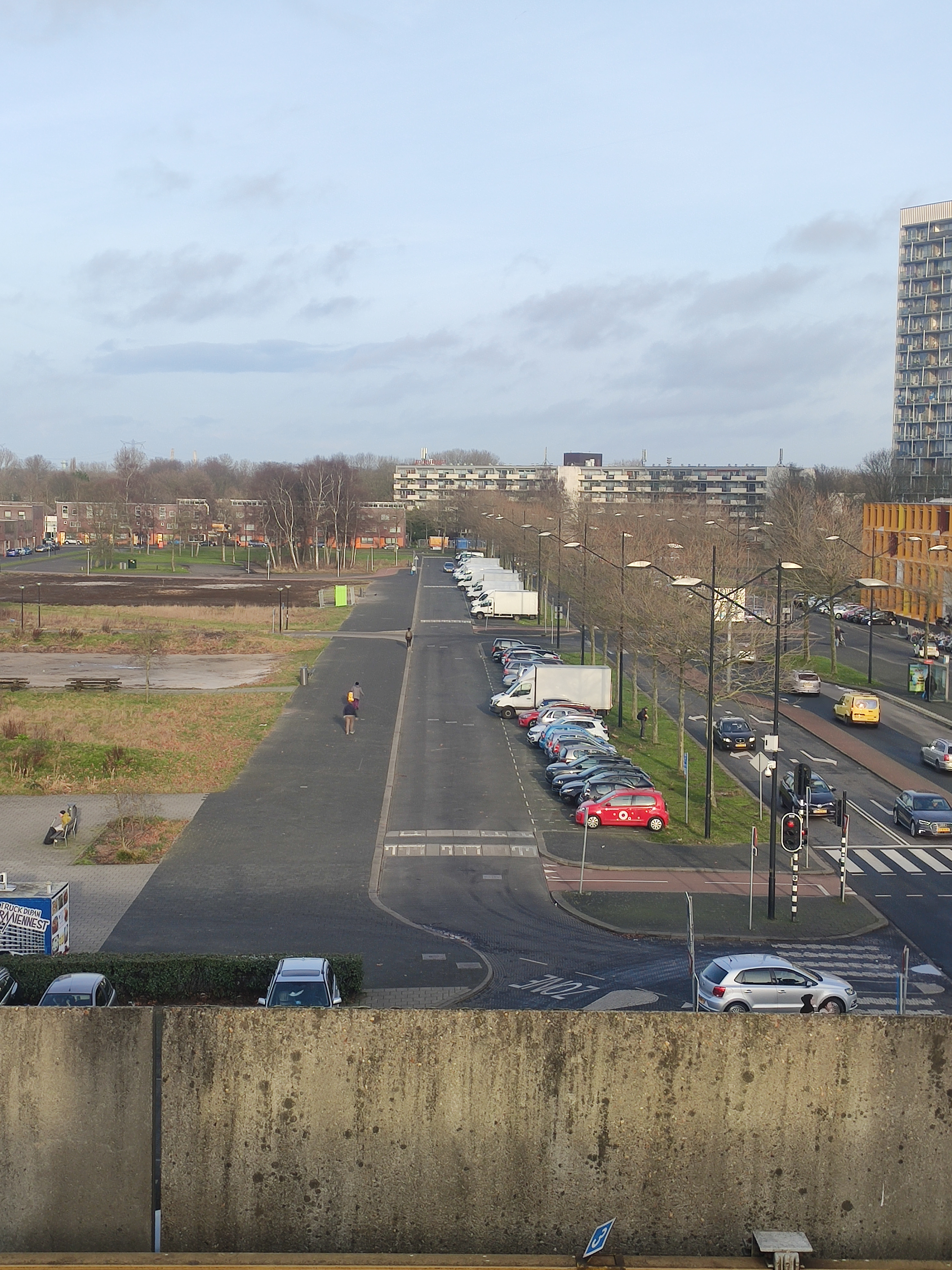
De kruising in 2023; links de groenstrook, rechts Karspeldreef

Brug 1056 was een bouwkundig kunstwerk in Amsterdam-Zuidoost.
Brug 1056 maakte vanaf 1967 deel uit van de infrastructuur binnen deze nog te bouwen wijk. In die wijk kwam een soort rondweg in de vorm van Bijlmerdreef, 's-Gravendijkdreef en Karspeldreef. Deze dreven werden halfhoog aangelegd op een dijklichaam en waren alleen toegankelijk voor snelverkeer. Voetgangers en fietsers bewogen zich voornamelijk op maaiveldniveau. Door deze inrichting van de wijk moesten er tal van viaducten gebouwd worden om het langzame verkeer ongehinderd tussen de diverse wijkonderdelen te laten bewegen. Bij de ontwerpfase van de Bijlmermeer was dat nog niet zover. De brug werd ontworpen als "viaduct in de Bijlmermeer".
Brug 1056 werd gebouwd op de plek daar waar een voet- en fietspad onder de Karspeldreef door ging. Het lag ter hoogte van de parkeergarage behorend bij honingraatflat Kleiburg met daarin ook Winkelcentrum Kraaiennest aan de noordzijde en Klieverink aan de zuidzijde. Voor genoemde dreven ontwierp Dirk Sterenberg voor de Dienst der Publieke Werken een soort standaardprogramma voor viaducten. Ze hebben allemaal grotendeels hetzelfde uiterlijk met afgeronde randplaten, betonblokken op de randen van het wegdek, leuningen en betegeling keermuren. Ook de lengtes van de overspanningen van dit soort viaducten was standaard (17 meter} met 12 meter breedte voor voet- en fietspad.
In 1970 werd het viaduct verbreed (de tunnel werd langer).
Het gescheiden verkeer werd hier vanaf begin jaren nul losgelaten. Er vond een ingrijpende sanering plaats waarbij het oostelijk deel van de rondweg werd afgegraven; de kruisingen werden verlaagd naar maaiveldniveau met bijvoorbeeld zebrapaden. Deze slag liep door tot eind jaren nul. Ook dit deel van de Karspeldreef werd afgegraven, daarbij werd brug 1056 gesloopt. Er kwam een gelijkvloerse kruising met een groenstrook. Kleiburg en de torenflat Klieverink werden gespaard bij die sanering, maar de honingraatflat Klieverink maakte plaats voor laagbouw. De parkeergarage en het winkelcentrum werden in 2013 gesloopt.
<<< · 1000 · 1001 · 1002 · 1003 · 1004 · 1005 · 1006 · 1007 · 1008 · 1009 · 1010 · 1011 · 1012 · 1013 · 1014 · 1018 · 1028 · 1029 · 1030 · 1032 · 1033 · 1034 · 1035 · 1036 · 1037 · 1038 · 1039 · 1040 · 1041 · 1044 · 1045 · 1046 · 1048 · 1049 · 1050 · 1051 · 1062 · 1063 · 1064 · 1065 · 1066 · 1067 · 1076 · 1077 · 1078 · 1083 · 1090 · 1092 · 1093 · 1094 · 1095 · 1096 · 1097 · 1098 · 1099 · >>>
Brugnummers  1015, 1016, 1017, 1019, 1020, 1021, 1022, 1023, 1024, 1025, 1026, 1027, 1031, 1042, 1043, 1047, 1052/1053 (niet gebouwd), 1054, 1055, 1056, 1057, 1058, 1059, 1060, 1061, 1068, 1069-1075, 1079, 1080, 1081, 1082, 1084-1088, 1089 en 1091 (onbekend) zijn niet meer vergeven. De meesten daarvan zijn gesloopt in verband met sanering Zuidoost. Alle bruggen lagen en liggen in Zuidoost behalve bruggen 1000 en 1002.